# Спортсмен года по версии федерации баскетбола США
Спортсмен года по версии федерации баскетбола США (англ. USA Basketball Male Athlete of the Year) — ежегодная баскетбольная награда, вручаемая лучшему игроку национальной сборной США, который показывал безупречную игру в её составе на международных соревнованиях в течение календарного года, сам же баскетболист выбирается по итогам голосования, проводимого среди членов федерации баскетбола США в конце декабря или в начале января следующего года. Эта награда была учреждена и впервые была вручена Айзее Томасу из Индианского университета в Блумингтоне в 1980 году.
Только четыре игрока, Майкл Джордан, Алонзо Моурнинг, Кармело Энтони и Кевин Дюрант, получали эту премию по два раза. Чаще других обладателями этого приза становились игроки университета Дьюка (6 раз) и университета Северной Каролины в Чапел-Хилл (5 раз). Три раза обладателями этой награды становились сразу два игрока (1984, 2004 и 2016), ещё дважды победителем в данной номинации становилась олимпийская сборная США (1992 и 2008). Действующим обладателем награды является Реджи Хирн из «Стоктон Кингз».

## Легенда
|           | Сообладатели награды           |
| *         | Избраны в Зал славы баскетбола |
| Игрок (X) | Количество титулов             |

## Победители
| Год  | Игрок                   | Фото | Позиция                                     | Университет                                    | Команда                      | Примечания |
| ---- | ----------------------- | ---- | ------------------------------------------- | ---------------------------------------------- | ---------------------------- | ---------- |
| 1980 | Айзея Томас*            |      | Разыгрывающий защитник                      | Индианский университет в Блумингтоне           | Индиана Хузерс               | [ 1 ]      |
| 1981 | Кевин Бойл              |      | Лёгкий форвард / Тяжёлый форвард            | Айовский университет                           | Айова Хокайс                 | [ 2 ]      |
| 1982 | Док Риверс              |      | Разыгрывающий защитник                      | Университет Маркетта                           | Маркетт Уорриорз             | [ 3 ]      |
| 1983 | Майкл Джордан*          |      | Атакующий защитник                          | Университет Северной Каролины в Чапел-Хилл     | Северная Каролина Тар Хилз   | [ 4 ]      |
| 1984 | Майкл Джордан* (2)      |      | Атакующий защитник                          | Университет Северной Каролины в Чапел-Хилл (2) | Чикаго Буллз                 | [ 4 ]      |
| 1984 | Сэм Перкинс             |      | Тяжёлый форвард / Центровой                 | Университет Северной Каролины в Чапел-Хилл (3) | Даллас Маверикс              | [ 5 ]      |
| 1985 | Чак Персон              |      | Лёгкий форвард                              | Обернский университет                          | Оберн Тайгерс                | [ 6 ]      |
| 1986 | Дэвид Робинсон*         |      | Центровой                                   | Военно-морская академия США                    | Нави Мидшипмен               | [ 7 ]      |
| 1987 | Дэнни Мэннинг           |      | Тяжёлый форвард                             | Канзасский университет                         | Канзас Джейхокс              | [ 8 ]      |
| 1988 | Дэн Марли               |      | Атакующий защитник / Лёгкий форвард         | Центральный Мичиганский университет            | Финикс Санз                  | [ 2 ]      |
| 1989 | Ларри Джонсон           |      | Тяжёлый форвард / Лёгкий форвард            | Университет Невады в Лас-Вегасе                | УНЛВ Раннин Ребелс           | [ 9 ]      |
| 1990 | Алонзо Моурнинг*        |      | Центровой / Тяжёлый форвард                 | Джорджтаунский университет                     | Джорджтаун Хойяс             | [ 2 ]      |
| 1991 | Кристиан Леттнер        |      | Тяжёлый форвард / Центровой                 | Университет Дьюка                              | Дьюк Блю Девилз              | [ 10 ]     |
| 1992 | Dream Team*             |      | —                                           | —                                              | Сборная США                  | [ 11 ]     |
| 1993 | Майкл Финли             |      | Лёгкий форвард / Атакующий защитник         | Висконсинский университет в Мадисоне           | Висконсин Бэджерс            | [ 12 ]     |
| 1994 | Шакил О’Нил*            |      | Центровой                                   | Университет штата Луизиана                     | Орландо Мэджик               | [ 13 ]     |
| 1995 | Рэй Аллен               |      | Атакующий защитник                          | Коннектикутский университет                    | Коннектикут Хаскис           | [ 14 ]     |
| 1996 | Скотти Пиппен*          |      | Лёгкий форвард                              | Университет Центрального Арканзаса             | Чикаго Буллз                 | [ 15 ]     |
| 1997 | Эрл Бойкинс             |      | Разыгрывающий защитник                      | Университет Восточного Мичигана                | Истерн Мичиган Иглз          | [ 16 ]     |
| 1998 | Элтон Брэнд             |      | Тяжёлый форвард / Центровой                 | Университет Дьюка (2)                          | Дьюк Блю Девилз              | [ 10 ]     |
| 1999 | Гэри Пэйтон*            |      | Разыгрывающий защитник                      | Университет штата Орегон                       | Сиэтл Суперсоникс            | [ 17 ]     |
| 2000 | Алонзо Моурнинг* (2)    |      | Центровой / Тяжёлый форвард                 | Джорджтаунский университет (2)                 | Майами Хит                   | [ 18 ]     |
| 2001 | Крис Дюхон              |      | Разыгрывающий защитник                      | Университет Дьюка (3)                          | Дьюк Блю Девилз              | [ 19 ]     |
| 2002 | Реджи Миллер*           |      | Атакующий защитник                          | Калифорнийский университет в Лос-Анджелесе     | Индиана Пэйсерс              | [ 20 ]     |
| 2003 | Тим Данкан              |      | Тяжёлый форвард / Центровой                 | Университет Уэйк-Форест                        | Сан-Антонио Спёрс            | [ 21 ]     |
| 2004 | Шон Мэй                 |      | Тяжёлый форвард / Центровой                 | Университет Северной Каролины в Чапел-Хилл (4) | Северная Каролина Тар Хилз   | [ 22 ]     |
| 2004 | Крис Пол                |      | Разыгрывающий защитник                      | Университет Уэйк-Форест (2)                    | Уэйк-Форест Димон Диконс     | [ 22 ]     |
| 2005 | Шелден Уильямс          |      | Тяжёлый форвард / Центровой                 | Университет Дьюка (4)                          | Дьюк Блю Девилз              | [ 23 ]     |
| 2006 | Кармело Энтони          |      | Лёгкий форвард                              | Сиракьюсский университет                       | Денвер Наггетс               | [ 24 ]     |
| 2007 | Джейсон Кидд            |      | Разыгрывающий защитник / Атакующий защитник | Калифорнийский университет в Беркли            | Нью-Джерси Нетс              | [ 25 ]     |
| 2008 | Олимпийская сборная США |      | —                                           | —                                              | Сборная США                  | [ 26 ]     |
| 2009 | Джеймс Майкл Макаду     |      | Тяжёлый форвард                             | Университет Северной Каролины в Чапел-Хилл (5) | Норфолк Христиан Амбассадорс | [ 27 ]     |
| 2010 | Кевин Дюрант            |      | Лёгкий форвард                              | Техасский университет в Остине                 | Оклахома-Сити Тандер         | [ 28 ]     |
| 2011 | Джабари Паркер          |      | Тяжёлый форвард / Лёгкий форвард            | Университет Дьюка (5)                          | Симеон Вулверинс             | [ 29 ]     |
| 2012 | Леброн Джеймс           |      | Лёгкий форвард / Тяжёлый форвард            | В университете не учился                       | Майами Хит                   | [ 30 ]     |
| 2013 | Аарон Гордон            |      | Тяжёлый форвард                             | Аризонский университет                         | Митти Монархс                | [ 31 ]     |
| 2014 | Кайри Ирвинг            |      | Разыгрывающий защитник                      | Университет Дьюка (6)                          | Кливленд Кавальерс           | [ 11 ]     |
| 2015 | Джейлен Брансон         |      | Разыгрывающий защитник                      | Университет Вилланова                          | Вилланова Уайлдкэтс          | [ 32 ]     |
| 2016 | Кармело Энтони (2)      |      | Лёгкий форвард                              | Сиракьюсский университет (2)                   | Нью-Йорк Никс                | [ 33 ]     |
| 2016 | Кевин Дюрант (2)        |      | Лёгкий форвард                              | Техасский университет в Остине (2)             | Голден Стэйт Уорриорз        | [ 33 ]     |
| 2017 | Джамиль Уорни           |      | Тяжёлый форвард                             | Университет штата Нью-Йорк в Стоуни-Брук       | Техас Лэджендс               | [ 34 ]     |
| 2018 | Реджи Хирн              |      | Атакующий защитник                          | Северо-Западный университет                    | Стоктон Кингз                | [ 35 ]     |

## Комментарии
1. ↑  Указана именно та команда, за которую выступал тот или иной игрок на момент получения почётной награды.